# GNU inetutils
GNU inetutils (de l'anglais « GNU network utilities ») est une collection d'utilitaires réseaux maintenus par le projet GNU. La plupart sont des versions améliorées de programmes provenant à l'origine de BSD, d'autres sont des nouveautés.

## Historique
Les programmes sont à l'origine individuellement implémentés à partir de la distribution 4.4BSDLite2, bien que certains d'entre eux aient été plus ou moins réécrits. De nombreuses fonctionnalités ont ensuite été intégrées à partir des systèmes NetBSD, OpenBSD, FreeBSD et GNU/Linux, le travail a été réalisé par un groupe de hackers, parmi lesquels Jeff Bailey, Marcus Brinkmann, Michael Vogt, Bernhard Rosenkraenzer, Kaveh R. Ghazi, NIIBE Yutaka, Nathan Neulinger, Jeff Smith, Dan Stromberg, David O'Shea, Frédéric Goudal, Gerald Combs, Joachim Gabler, Marco D'Itri ou Sergey Poznyakoff.

## Liste des programmes inetutils
- hostname : affiche ou modifie le nom d'hôte de la machine.
- ifconfig : affichage ou configuration des interfaces réseaux en ligne de commande.
- logger : envoi de messages aux journaux systèmes.
- ping
- traceroute
- whois : interface utilisateur pour whois.
- ftp : un client FTP.
- tftp : un client TFTP.
- rsh : exécution de commande à distance, mais affichage en local des entrées, sorties et/ou erreurs.
- rlogin : ouverture d'une session à distance sur une autre machine.
- rcp : permet la copie de fichiers entre machines.
- rexec : exécute un autre programme sur une autre machine.
- talk : permet en mode graphique la copie d'une ligne d'un terminal sur celui d'un autre utilisateur.
- telnet : connexion sur une machine distante, éventuellement sur un port dédié.
- inetd : permet l'écoute de certains sockets au démarrage.
- syslogd : un service favorisant la gestion des logs.
- ftpd : un démon FTP.
- tftpd : un serveur TFTP.
- rshd : un serveur pour gérer les accès rsh (routines rcmd).
- rlogind : un serveur pour gérer l'ouverture de sessions à distance avec rlogin.
- rexecd : serveur pour les routines Rexec.
- talkd : serveur pour la communication entre utilisateurs dans un réseau local.
- telnetd : serveur Telnet.
- uucpd : implémentation du protocole UUCP.